# Nord bei Nordwest – Im Namen des Vaters
Nord bei Nordwest – Im Namen des Vaters ist ein deutscher Fernsehfilm von Philipp Osthus aus dem Jahr 2021. Es handelt sich um die vierzehnte Folge der ARD-Kriminalfilmreihe Nord bei Nordwest mit Hinnerk Schönemann und Jana Klinge in den Hauptrollen. Der Film entstand nach einem Drehbuch von Niels Holle und wurde am 21. Januar 2021 im Rahmen der Reihe Der DonnerstagsKrimi im Ersten erstmals im TV ausgestrahlt.

## Handlung
Hannah Wagner kontrolliert zusammen mit Hauke Jacobs eine Straße außerhalb von Schwanitz. Sie halten den Wäschereilieferanten Leif Wilhelms an. Weil er sich nervös verhält, kontrollieren die beiden den Wagen und finden statt einer Wäschelieferung nur einen Koffer. Wagner öffnet diesen und verhaftet Wilhelms auf der Stelle.
Am Strand von Schwanitz sucht die Mutter Johanna Klee mit ihrem Sohn Konrad nach dem Vater. Dieser ist jedoch offenbar beim Baden ums Leben gekommen. Bei der Beerdigung spricht der junge Pastor Ansgar Brandel der Familie empathisch Mut zu. Er erfährt zudem etwas später, dass die Familie durch den Tod des Vaters in arge Geldsorgen geraten ist und 50.000 Euro Schulden hat.
In der Tierarztpraxis behandelt Jule Christiansen einen Makaken-Affen. Dieser Affe namens Piet wurde von ihrer Bekannten Stella de Vries gebracht und hat Verletzungen am Hals. Auf Nachfrage erzählt Stella, dass der Verhaltensbiologe Benedikt Amendt, bei dem sie ein Praktikum macht, ein „mieses Dreckschwein“ sei. Dort gebe es mehr Affen, die man schlecht behandele.
Auf der Wache wird Leif Wilhelms von Wagner und Jacobs verhört. Im Koffer befindet sich ein abgeschnittener Finger. Wilhelms behauptet, von der Sache keine Ahnung zu haben und dass der Koffer ihm nicht gehöre. Er möchte seinen Anwalt anrufen. Jacobs wird von Jule wegen des Affen-Falls kurz zur Praxis beordert, während Wagner den Finger mit einer Abdruckkartei vergleicht. Zwischenzeitlich kommt der Anwalt in die Wache und stellt sich als Herr Erlemann vor. Im Verhörzimmer werden Erlemann und Klient Wilhelms alleingelassen, während Wagner herausfindet, dass der Finger Enzo Rinaldi gehört. Dieser ist der Sohn des Bosses Andrea Rinaldi von der Mafia ’Ndrangheta. Jacobs erkennt, dass ihn seine Vergangenheit einholt. Dennoch verlässt er erneut die Wache, um das Gehege von Benedikt Amendt aufzusuchen und mit ihm über den Affen zu sprechen.
Erlemann erschießt Leif Wilhelms nach kurzer Anhörung der Sachlage zum Koffer. Trotz Schalldämpfer hört Wagner den Schuss und verfolgt den flüchtenden Erlemann bis zum Hafen, wo sich seine Spur verliert. Später erzählt Jacobs Wagner von seiner Vergangenheit als verdeckter Drogenermittler und den Gepflogenheiten der Mafia, abgeschnittene Körperteile als Drohungen zu verschicken. „Anwalt“ Erlemann besucht in einem Lübecker Gefängnis den aufstrebenden Mafia-Gangster Mateo Talamantes und erzählt von dem fehlgeschlagenen Finger-Transport. Kurz darauf bekommt er Besuch von Pastor Brandel, der sein Seelsorger ist. Ihm schlägt Talamantes später suggestiv vor, ebenfalls einen Transport zu übernehmen. Brandel willigt ein, da er das Geld für die in Not geratene Familie Klee gebrauchen könnte.
Jacobs nimmt Kontakt zu seinem ehemaligen Chef auf und bittet um Kontakt zu Rinaldi. Er möchte versuchen, in dem Fall der Finger den Aufenthaltsort des Mafia-Sohnes zu ermitteln, während er denkt, dass man ihm beim Mordfall Wilhelms weiterhelfen könnte. Er fährt nach einem Tipp nach Hamburg, wo er in einem Restaurant nach Rinaldi fragt. Mehrere Mafia-Handlanger versuchen, ihn danach in der Küche zu töten, es kommt zu einem lebensgefährlichen Kampf. Wagner, die Jacobs heimlich nachgefahren ist, kann ihn durch gezielte Schüsse aus der Situation retten. Bei der Rückkehr nach Schwanitz erwartet Boss Rinaldi Jacobs auf seinem Boot. Die beiden sprechen miteinander und vereinbaren einen schwebenden Deal. Jacobs und Wagner bereden die weiteren Ergebnisse und beschließen, die JVA zu besuchen. Dabei entdecken sie, dass der Ausweis von Erlemann gefälscht ist.
Stella de Vries fühlt sich bedroht und flieht von zuhause. Sie leidet eigentlich an Schizophrenie und beschließt wahnhaft, die Affen aus dem Gehege zu befreien. Während der Autofahrt überredet sie Christiansen, ihr zu helfen. Dabei verunfallt sie leicht und fährt in einen Graben. Pastor Brandel hat derweil den nächsten Koffer überreicht bekommen und fährt los. An der Unfallstelle trifft Stella zunächst Mehmet Ösker mit seinem Krabben-Stand, der ihr aber nicht helfen kann. Zufällig fährt Brandel dort ebenfalls vorbei. Stella klaut sein Auto und nimmt Jule mit zum Gehege.
Erlemann wird von Brandel angerufen. Beide gemeinsam fahren dann dem gestohlenen Auto hinterher (die Koffer werden mit GPS überwacht), etwas später erschießt Erlemann Brandel im Wald und fährt weiter zum Gehege. Jacobs und Wagner treffen an derselben Stelle nun auf Ösker, der ihnen die gesamte Situation schildert. Sie wissen nun, dass sich alle „im Zoo“ treffen, wie Jacobs sagt.
Erlemann trifft auf Jule, die vor dem Auto von Brandel steht. Er bedroht sie mit der Waffe, bekommt aber von Stella einen Schlag, beide können zunächst wegrennen. Wagner und Jacobs treffen ein und liefern sich mit Erlemann eine Verfolgungsjagd im Gehege. Bei einem Sprung bricht sich Erlemann das Bein und ist damit gestellt.
In den letzten Einstellungen sieht man die Befreiung von Enzo Rinaldi aus einem Container durch Mafia-Mitglieder. Zur gleichen Zeit wird Talamantes von Mafiosi in der JVA in seiner Zelle erwartet und ermordet. Die Sache mit der angeblichen Tierquälerei klärt sich als Irrtum von Stellas Wahnvorstellungen heraus. Jacobs erzählt Christiansen und Wagner, dass Andrea Rinaldi ihn offenbar nunmehr verschont. Außerdem wollte er wissen, ob er noch etwas für Jacobs tun könne. Was das gewesen ist, klärt sich durch das Schlussbild, in der Frau Klee vor der Tür einen Umschlag mit Geld vorfindet.

## Produktion
Die Dreharbeiten zu Nord bei Nordwest – Im Namen des Vaters fanden im Zeitraum vom 25. August bis zum 22. September 2020 in Lübeck, auf der Halbinsel Priwall, auf der Insel Fehmarn, in den Gemeinden Hohenhorn und Steinburg sowie in Hamburg und Umgebung statt.

## Rezeption

### Kritik
„Das Oberflächenpuzzle der Narration ist in ‚Im Namen des Vaters‘ extrem kleinteilig, und das Nebeneinander der Handlungsstränge gerät im Mittelteil etwas langatmig (gemessen am sehr guten Flow der [...vorherigen] beiden Filme). Für den Zuschauer ergeben sich zu viele Fragezeichen – und wenn dann auch noch haarklein dialogische Erklärungsarbeit geleistet wird, damit es die Logik- und Glaubwürdigkeitsfanatiker zufrieden sind, wird das Ganze noch komplizierter (die Geschichte des gestohlenen Ausweises beispielsweise dürfte kaum ein Zuschauer verstehen). Nichtdestotrotz kollidieren im Schlussdrittel die beiden Plots killercool-spannend miteinander und die kalabrische Mafia sowie die lebensgefährliche Vorgeschichte von Jacobs kommen zuvor noch actionreich ins Spiel, sodass die verwöhnten ‚Nord-bei-Nordwest‘-Fans am Ende wieder versöhnt auf baldigen Nachschub hoffen dürften.“

„Ganz im Stil seines Vorgängers entwirft Holle zu Beginn mehrere Handlungsstränge, die sich nebeneinander her entwickeln. Die Geschichte beginnt mit dem Tod eines Familienvaters, der im Meer in eine tückische Strömung geraten ist. Auf einer weiteren Ebene erfährt Jacobs' Assistentin Jule (Marleen Lohse) von einem Skandal, als eine junge Frau einen verletzten Makaken in die Praxis bringt. Derweil findet Jacobs heraus, dass ein Konkurrent Rinaldis harmlose Zeitgenossen engagiert, um Drogen zu transportieren (eine kleine Reminiszenz an Clint Eastwoods Spätwerk "The Mule", 2018). [...] Was das mit den angeblichen Tierversuchen zu tun hat, bleibt lange ein reizvolles Rätsel, aber wie Holle die verschiedenen Stränge schließlich miteinander verknüpft und in ein bleihaltiges Finale münden lässt, ist ein echtes Vergnügen.“

### Einschaltquote
Die Erstausstrahlung von Nord bei Nordwest – Im Namen des Vaters wurde in Deutschland am 21. Januar 2021 von 10,08 Millionen Zuschauern gesehen und erreichte somit einen Marktanteil von 29,5 % für Das Erste.